# ルガーノ
座標: 北緯46度00分 東経8度57分 / 北緯46.000度 東経8.950度
ルガーノ（Lugano）は、スイス連邦の都市。イタリア語圏であるティチーノ州最大のコムーネである。

## 地理
マッジョーレ湖とコモ湖の中間にあるルガーノ湖のほとりに位置する。ブレ山とサン・サルバトーレ山の間でカサラテ川が湖に注ぐ地点にある。イタリアの主要都市ミラノまでは直線距離で60kmほどである。

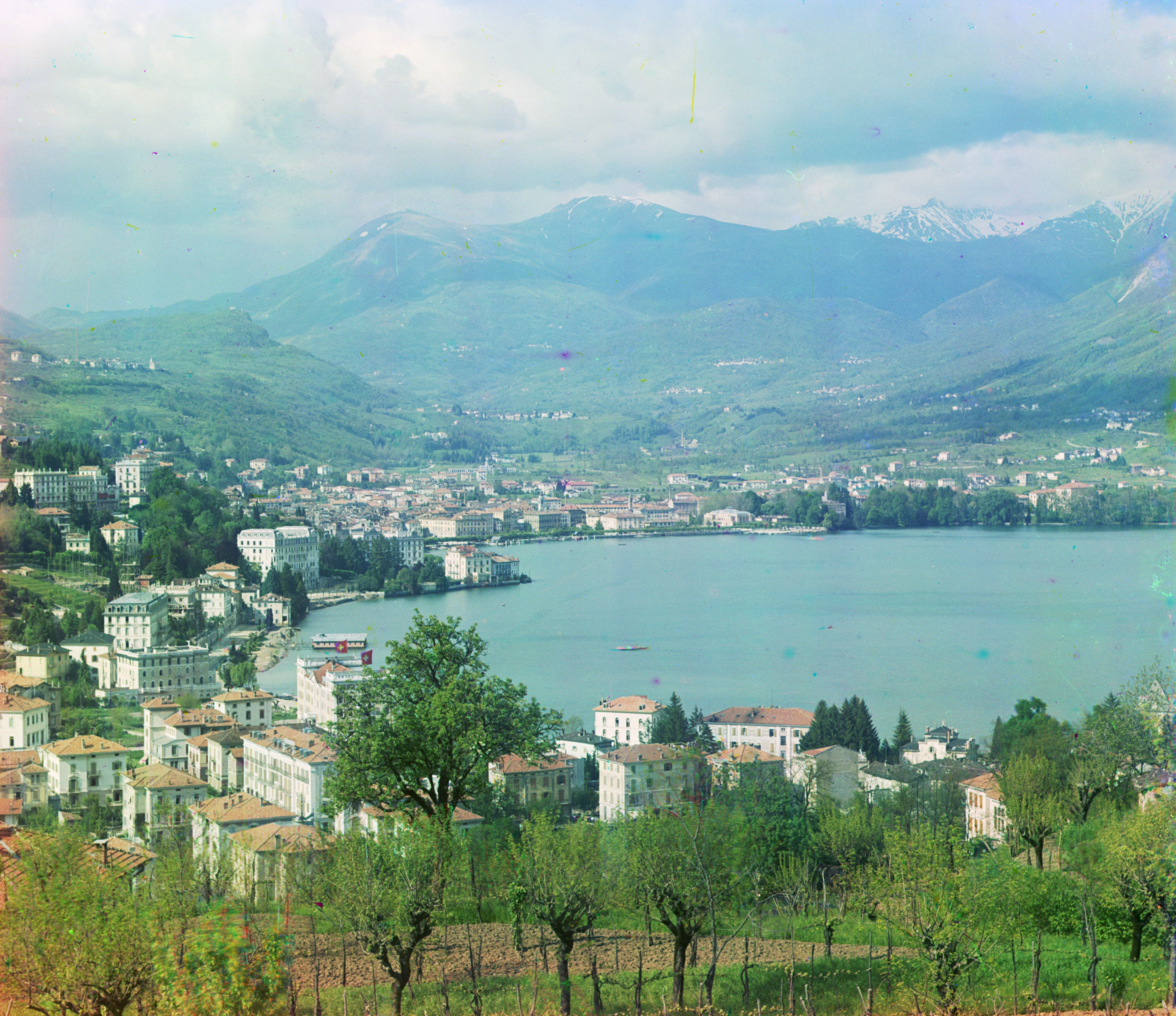
1905-1910年ごろのルガーノ。プロクジン＝ゴルスキーによる。

## 歴史
村落としてのルガーノに関する初めての記録は、その信憑性について議論がある。それによると、724年にロンバルド王国のリウトプランド王は、コモにあった聖カルポフォルス教会に、ルガーノにあったさまざまな財産を譲渡した。804年ないし844年の他の文書は、ルガーノ湖を Laco Luanasco と表記していた。984年の法令は、ルガーノを市場町と記載している。874年の記録では、ルガーノは Luano と記されたが、1189年の記録では現在の表記が採用されている。市章も、この頃に作られた。1208年10月18日から1209年11月14日までの間に記された文書によると、市章の4文字はルガーノの略語である。ルガーノはドイツ語圏のカントンであることで知られていた。
第二次世界大戦後、特に1960年代から1970年代にかけて、イタリアから豊富な資本が流入したことからルガーノでは銀行が激増し、現在、人口6万3千人ほどのルガーノには100を超す金融機関があり、スイス第3の経済・金融の中心地となっている。

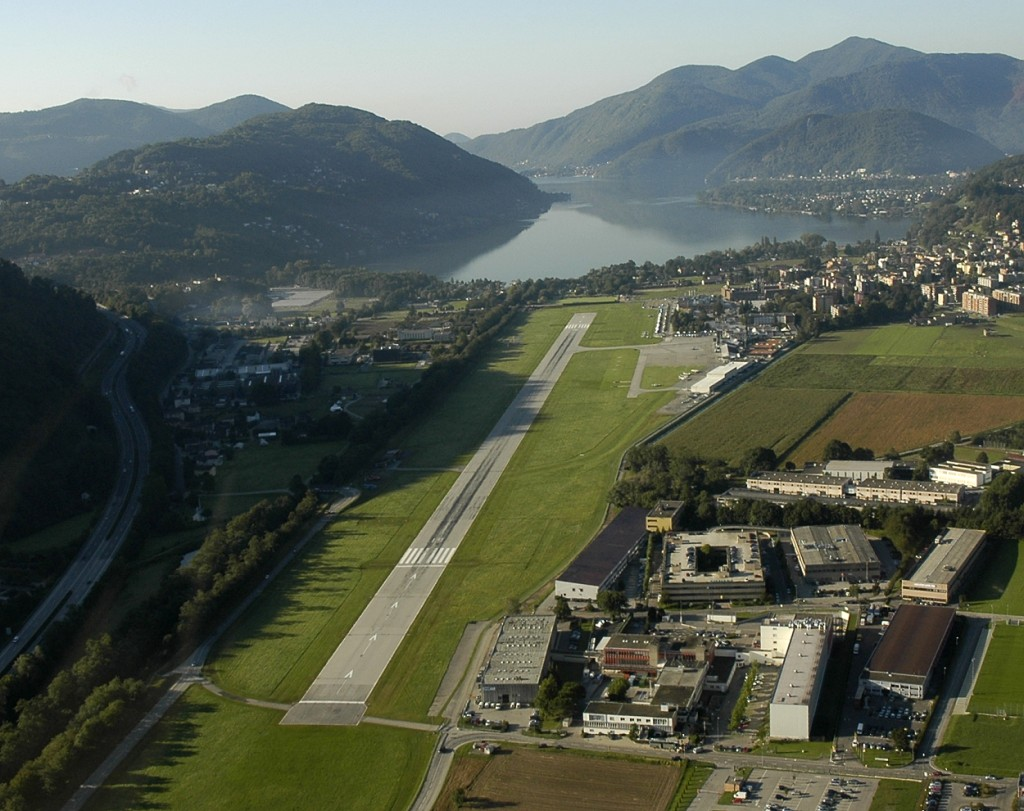
ルガノ空港

## 文化
- ホッケー・クラブ・ルガーノ（en） - ナショナルリーグAに所属するアイスホッケーチーム。
- FCルガーノ - スーパーリーグ（1部リーグ）に所属するサッカークラブ。
- スタディオ・ディ・コルナレード - FCルガーノのホームスタジアム。1954年W杯スイス大会で1試合（イタリア 4-1 ベルギー）が開催された。
- スイス・イタリアーナ管弦楽団 - ルガーノを本拠とするオーケストラ。
- 1956年に第1回ユーロビジョン・ソング・コンテストが開催された。
- マルタ・アルゲリッチが毎年ルガーノ音楽祭でマルタ・アルゲリッチ・プロジェクトを開催している。
- 1968年に第18回チェス・オリンピアードが開催された。
- イギリス出身のシンガー、ロバート・パーマーが居住していた。彼の墓地もこの街にある。
- イタリアンブランドボッテガ・ヴェネタの本社機能が置かれている。

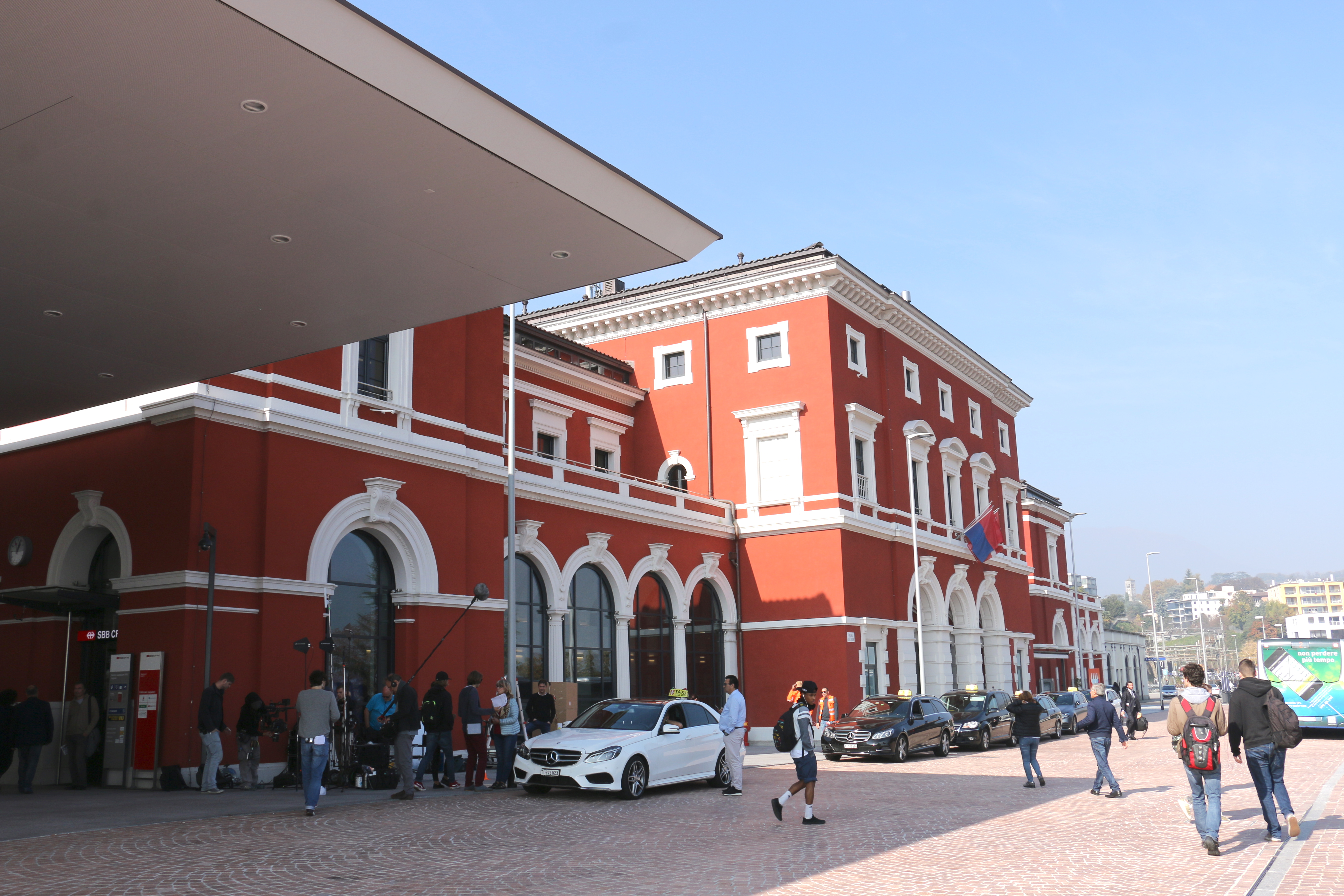
ルガノ駅

## 出身人物
- マルコ・パダリーノ - サッカー選手、スイス代表
- マリオ・ガヴラノヴィッチ - サッカー選手、スイス代表